# Fausto Cigliano
Fausto Cigliano (Napoli, 15 febbraio 1937 – Roma, 17 febbraio 2022) è stato un cantante, chitarrista e attore italiano, popolare soprattutto negli anni cinquanta e anni sessanta.

## Carriera
Figlio di un comandante dei Vigili Urbani, vince il Festival di Napoli nel 1959 con Sarrà chi sa?, cantata assieme a Teddy Reno. Negli anni cinquanta partecipa ai film Classe di ferro (Turi Vasile), Guardia, ladro e cameriera (Steno), Ragazzi della marina (De Robertis), Cerasella. Nel 1957 partecipa al Festival di Napoli, facendo il riepilogo delle canzoni che erano state cantate durante la gara, insieme agli altri chitarristi Armando Romeo, Ugo Calise, Amedeo Pariante e Sergio Centi.

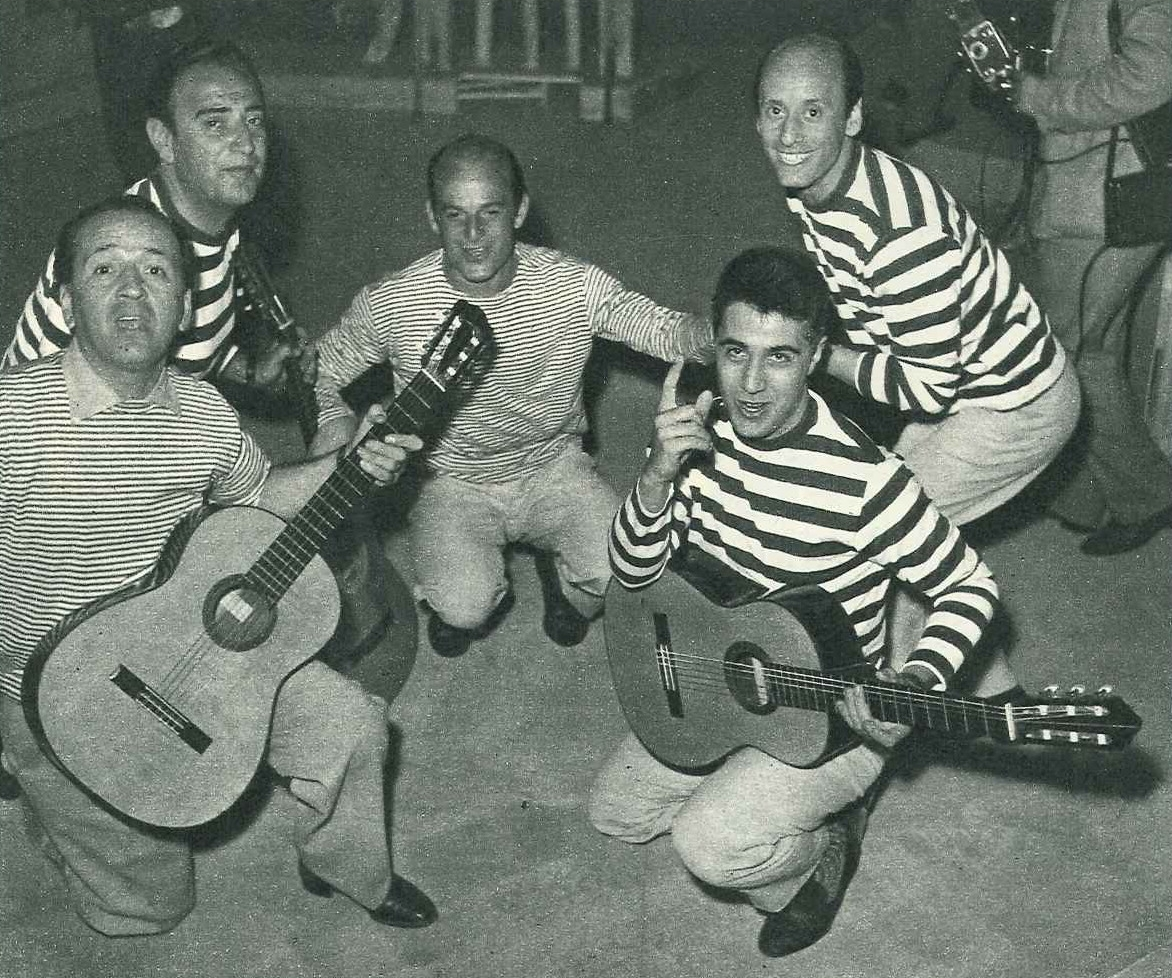
I cinque chitarristi del Festival di Napoli 1957: da sinistra, Amedeo Pariante, Ugo Calise, Armando Romeo, Fausto Cigliano e Sergio Centi

Nel 1958 partecipa al Festival di Vibo Valentia, dove si classifica quarto con la canzone Che sogno, alle spalle di Jula De Palma. Esperienza ripetuta nel 1959 con una canzone scritta dallo stesso Cigliano arriva il secondo posto, il titolo è Baciatemi. Partecipa alle edizioni del Festival di Sanremo dal 1959 al 1962, e si ripresenta nel 1964 interpretando il brano E se domani, che diverrà un notevole successo nella versione di Mina. Nel 1961 partecipa al Giugno della Canzone Napoletana. Nel 1967 conduce alla TV dei ragazzi il programma Chitarra Club.
Nel 1973 partecipa alla Piedigrotta: Le nuove Canzoni di Napoli. Nel 1974 partecipa a Canzonissima, arrivando in semifinale nel girone folk con la canzone Nella mia città. Cigliano è autore di canzoni quali Ossessione '70, Napule mia, Ventata nova, Scena muta.
Nel 1992 compone la colonna sonora dello sceneggiato in 60 puntate Camilla. Ha partecipato, eseguendo musiche proprie per sola chitarra, al film Identificazione di una donna di Michelangelo Antonioni. 
Nel 1999 pubblica il CD Teatro nella canzone napoletana, edito dalla Polosud Records, che raccoglie 13 canzoni di notissimi artisti teatrali, (da Totò a Pupella Maggio, da Eduardo e Peppino De Filippo ad Angela Pagano, da Raffaele Viviani a Nino Taranto), interpretate dallo stesso Cigliano, accompagnato alla chitarra dal Maestro Mario Gangi. 
Nel 2002 incide ...e adesso slow!, in cui reinterpreta a modo suo, traducendoli in napoletano, alcuni classici americani degli anni '40 e '50 resi famosi, all'epoca, da Nat King Cole e accompagnato da arrangiamenti per grande orchestra scritti dal Maestro Rino Alfieri.
Nel marzo del 2004 incide L'oro di Napoli, raccolta di classici napoletani con qualche omaggio ad autori contemporanei, quali Sergio Bruni (Carmela) e Claudio Mattone ('A città 'e Pulecenella). Nello stesso anno riceve a San Salvatore Telesino (BN) il Premio Nazionale Anselmo Mattei, una manifestazione annuale di arte, cultura e spettacolo. 
Nel 2008 riceve il Premio Mia Martini "Alla Carriera" a Bagnara Calabra, paese natale dell'indimenticabile artista scomparsa. Partecipa nel 2010 al film sulla canzone napoletana, diretto da John Turturro, Passione.
Il 13 luglio 2015 riceve a Palazzo San Giacomo, in occasione dei sessant'anni di carriera, la medaglia della città e una targa in «segno di profonda stima e ammirazione per il suo ruolo di ambasciatore della musica napoletana nel mondo» dal sindaco di Napoli Luigi de Magistris. Nel 2017 partecipa al programma di Gino Aveta Il nostro Totò andato in onda su Rai Due con la canzone Che me diciste a ffà (A. De Curtis); nello stesso anno partecipa al programma "MilleVoci" con Ho tanta voglia di cantare. 
Scompare a 85 anni il 17 febbraio 2022.

## Vita privata
Era lo zio degli attori e doppiatori Alessio Cigliano e Patrizio Cigliano.

## Discografia parziale

### 33 giri

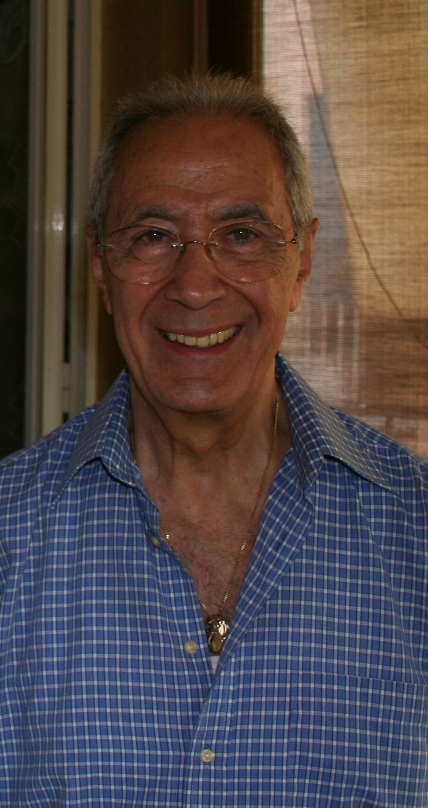
Fausto Cigliano nel 2009

- 1956: Fausto Cigliano e la sua chitarra (Cetra LPA 70)
- 1957: "5º Festival della canzone napoletana" (Cetra LPA 102)
- 1964: "Napoli anno zero" (CAR Juke Box, JB 330019)
- 1964: "Simmo... 'e Napule, paisà" (Vis Radio, LP LV 3392)
- 1967: "Chitarra club" (Parade, FPRS-315)
- 1968: "Napoli concerto" (Rare, RAR LP 5504; con Mario Gangi)
- 1968: "Napoli concerto - Napoli e l'amore" (Rare, RAR LP 5506; con Mario Gangi)
- 1969: "Racconti della chitarra e della canzone napoletana" (Recital Fiuggi; edizione limitata; con Mario Gangi)
- 1970: "Napoli concerto - Napoli romantica" (Rare, RAR LP 5507; con Mario Gangi)
- 1970: "Napoli concerto - Napoli sole, luna e mare" (Rare, RAR LP 5505; con Mario Gangi)
- 1971: "Napoli concerto - Napoli antica" (Rare, RAR LP 5508; con Mario Gangi)
- 1971: "Cigliano canta napoletana" (Polydor, MP 2128)
- 1972: "Napoli concerto - Le stagioni e i sentimenti" (Rare, RAR LP 55018)
- 1976: "Napoli concerto - Recital" (Disco Più, DPL 17002); con Mario Gangi)
- 1976: "Napoli concerto - Napoli romantica" (Disco Più, DPL 17005; con Mario Gangi)
- 1986: "Ventata nova" (DisComposer Records, TL 34384)
- ??    : "16 Canzoni di successo" (Discoring2000, GX LP 1041)

### 33 giri con altri artisti
- 1959: "San Remo Festival of Song 1959" (Cetra, LPA 8001; con William Galassini (direttore orchestra), Claudio Villa, Tonina Torrielli, Gino Latilla).
- 1963: "6ª Sagra della Canzone Nova" (PCC, PCC MLP 1003; con Carlo Savina (direttore orchestra), Armando Romeo, Gianni La Commare, Luciano Savoretti, Aura D'Angelo, Tony Cucchiara, Quartetto Caravell, Nelly Fioramonti, Emilio Pericoli).
- 1973: "Piccola storia della canzone italiana" (RAI Radiotelevisione Italiana, 0205-0206).
- 1977: "Tiempe d'ammore" (Cetra, DPU 77; doppio lp, con Achille Millo)

### CD
- 1991: Napule e Surriento (Replay Music)
- 1995: Canta Napoli - La grande canzone napoletana (Bramante CBBCD7018)
- 2000: Serenata napoletana (Warner Fonit)
- 2002: Monografie napoletane: vol.4 -  Fausto Cigliano (Bideri 6362)
- 2002: ...E adesso slow (PoloSud PS 041)
- 2004: "L'oro di Napoli" (PoloSud Records, PS 047)
- 2006: 'E cchiù bell'canzone 'e Fausto Cigliano (Warner 5051011)
- 2013: Silenzio cantatore (con Gabriella Pascale Ensamble) (PoloSud PS 084)

### EP
- 1957: Calypso in the rain / Adeli 'ndi 'ndi / Armstrongh / Che m'ha 'mparato a fa' (Cetra EP 0604)
- 1958: Guaglione / Che m'e 'mparato a fa' / Giuvanne cu a chitarra / Souvenir d'Italie (Cetra EP 0625)
- 1959: Né stelle né mare / Ma baciami / Sempre con te / Conoscerti (Cetra EPE 3058)
- 1959: Sarrà chi sa /Scurdammoce 'e cose d' 'o munno / Cerasella / Vieneme 'nzuonno (Cetra EP 3084)
- 1960: Splende il sole / Rosemarie / Rose / Toi qui cherches l'amour (Cetra EPE 3113)
- 1960: Ammore / L'ammore fa parla' napulitano / Che me diciste a ffa / Tu, si' tu (Cetra EPE 3114)

78 giri
- 1957: Calypso in the rain/Armstrongh (Cetra DC 6844)

### 45 giri
- 1957: Souvenir d'Italie/Guaglione (Cetra SP 46)
- 1957: Calypso in the rain/Armstrongh (Cetra SP 47)
- 1958: Il poeta guappo/Tira a campà (Cetra SP 166)
- 1958: Nun scengo/ Dduje paravise (Cetra SP 203)
- 1958: Hasta la vista Señora/Tres jolie (Cetra SP 365)
- 1959: Nun e’ peccato, beguine/Nun me parlate ‘e chella (Cetra SP 418)
- 1959: Ma baciami/Né stelle né mare (Cetra SP 437)
- 1959: Sempre con te/Conoscerti (Cetra SP 438)
- 1959: Mezzanotte malinconica/Sott''a luna e sott''e stelle (Cetra SP 512)
- 1959: Sarrà chi sà/Scurdammoce 'o cose d'o munno (Cetra SP 564)
- 1959: Scurdammoce 'e ccose d'o munno/Vurria tene' dduie core (Cetra SP 565)
- 1959: Cerasella/Vieneme 'nzuonno (Cetra SP 582)
- 1959: Che me diciste a 'ffa/Il più bel sorriso (Cetra SP 614)
- 1959: Tu, si' tu/L'ammore fa parla napulitano (Cetra SP 636)
- 1959: Buon Natale a te/Rose (Cetra SP 700)
- 1960: Splende il sole/A come amore (Cetra SP 732)
- 1960: Ich liebe dich (Ammore mio)/La donna che vale (Cetra SP 744)
- 1960: Goodbye Maria/Be mine signorina   (Cetra SP 746)
- 1960: Due sigarette/Luna nuova (sul Fuji Yama) (Cetra SP 747)
- 1960: Les enfants qui s'aiment/Et la fête continue (Cetra SP 837)
- 1960: Les feuilles mortes/Toi qui cherches l’amour (Cetra SP 838)
- 1960: Be mine signorina/Ascoltando le stelle (Cetra SP 897)
- 1960: Chi si'?... chi so'?... /'O lampione (Cetra SP 943)
- 1960: Nun 'o giura'/Tira 'a rezza, che vene! (Cetra SP 944)
- 1961: Lei/Mare di dicembre (Fonit SP 30897)
- 1961: Tiempo d'ammore/Ogni volta (Fonit SP 30916)
- 1961: 'Nnammuratella/Nuttata 'e manduline (Fonit SP 30958)
- 1961: Una notte a Viareggio/Distanze (Fonit SP 30979)
- 1961: Uh, che cielo!/Duorme  (Fonit SP 30983)
- 1961: Pioggia d'estate/Piccolo concerto (Fonit SP 30999)
- 1963: When we were in Italy/Anema e core (CAR Juke Box JN 2267)
- 1963: Canzone basilisca/Ora Incantata (Daisy Lumini) (RCA Italiana PM45-3219)
- 1964: E se domani.../Il cuore a San Francisco (CAR Juke Box JN 2289)
- 1964: L'ultima luna/Aperitivo a Margellina (CAR Juke Box JN 2349)
- 1967: Suona, suona, suona/Quanto mi manchi stasera (Parade PRC 5039)
- 1967: Gerusalemme, Gerusalemme/L'ultimo valzer (Parade PRC 5048)
- 1968: L'ultimo addio/Il tuo nome (Parade PRC 5055)
- 1969: Nuddu (Ennio Morricone) (Parade PRC 5075)
- 1969: Come un'asola e un bottone/Immagini (Parade PRC 5079)
- 1969: Ave Maria di Gounod (italiano)/Ave Maria di Gounod (latino) (Parade PRC 5086)
- 1973: Napule mia/Formato Napoli (General Music GMS 0016)
- 1974: Nella mia città/Napule mia (United Artists UA 35778)
- 1979: Strada 'nfosa/Scena muta (Harmony H 6055)
- 1981: Ventata nova/Krol (Harmony H 6083)
- 1986: Ma ch'aggia fa/Pucundria (DisComposer ZB 7560)
- 1987: Dieghito tango/Ma ch'aggia fa (picture disc 12", Edizioni Selector)

## Filmografia
- Guardia, ladro e cameriera, regia di Steno (1956)
- Classe di ferro, regia di Turi Vasile (1957)
- Ragazzi della Marina, regia di Francesco De Robertis (1958)
- La duchessa di Santa Lucia, regia di Roberto Bianchi Montero (1959)
- Cerasella, regia di Raffaello Matarazzo (1959)
- Destinazione Sanremo, regia di Domenico Paolella (1959)
- Passione, regia di John Turturro (2010)